# Liste der Biografien/Asq
Liste der Biografien |
Portal Biografien |
Personensuche
# |
A |
B |
C |
D |
E |
F |
G |
H |
I |
J |
K |
L |
M |
N |
O |
P |
Q |
R |
S |
T |
U |
V |
W |
X |
Y |
Z |
?
 
Aa |
Ab |
Ac |
Ad |
Ae |
Af |
Ag |
Ah |
Ai |
Aj |
Ak |
Al |
Am |
An |
Ao |
Ap |
Aq |
Ar |
As |
At |
Au |
Av |
Aw |
Ax |
Ay |
Az
 
Asa |
Asb |
Asc |
Asd |
Ase |
Asf |
Asg |
Ash |
Asi |
Asj |
Ask |
Asl |
Asm |
Asn |
Aso |
Asp |
Asq |
Asr |
Ass |
Ast |
Asu |
Asv |
Asw |
Asy |
Asz
Die Liste der Biografien führt alle Personen auf, die in der deutschsprachigen Wikipedia einen Artikel haben. Dieses ist eine Teilliste mit 17 Einträgen von Personen, deren Namen mit den Buchstaben „Asq“ beginnt.

## Asq

### Asqu
- Ašqudum, Gelehrter
- Asquerino, María (1925–2013), spanische Schauspielerin
- Asqueta, Ricardo (* 1987), uruguayischer Fußballspieler
- Asqui Pilco, Juan Carlos (* 1972), peruanischer Geistlicher und römisch-katholischer Weihbischof in Tacna y Moquegua
- Asquini, Basilio (1682–1745), italienischer römisch-katholischer Geistlicher und Biograf
- Asquini, Fabio (1726–1818), italienischer Winzer und Agrarwissenschaftler
- Asquini, Fabio Maria (1802–1878), italienischer römisch-katholischer Geistlicher, Kardinal
- Asquith of Bishopstone, Cyril Asquith, Baron (1890–1954), britischer Jurist
- Asquith, Anthony (1902–1968), britischer Filmregisseur
- Asquith, Dominic (* 1957), britischer Diplomat, Botschafter in Ägypten
- Asquith, Elizabeth (1897–1945), britische Schriftstellerin und durch Heirat Prinzessin Bibesco de Brancovan
- Asquith, H. H. (1852–1928), britischer Politiker der Liberalen Partei, Premierminister (1908–1916)H. H. Asquith (1852–1928)

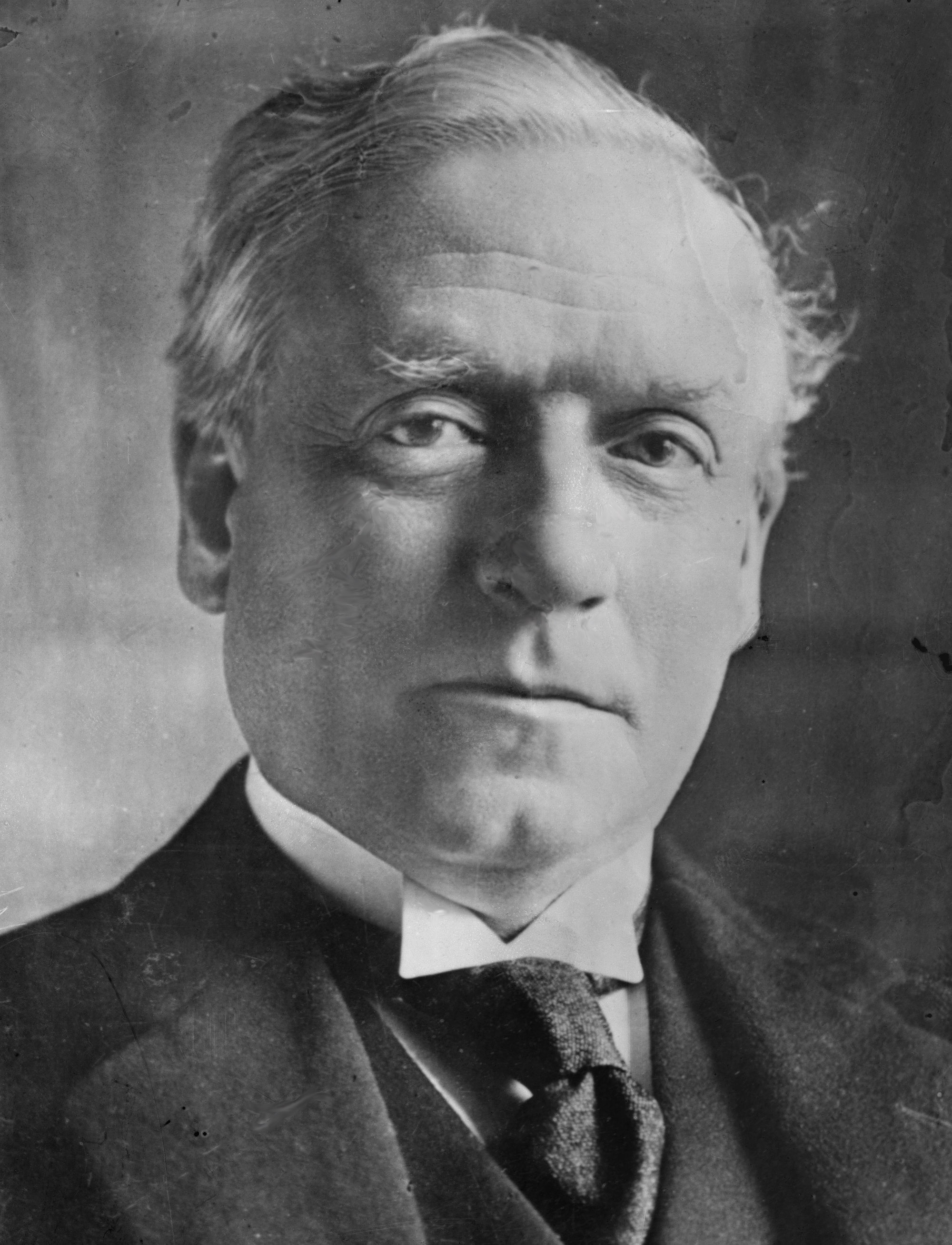
H. H. Asquith (1852–1928)

- Asquith, Julian, 2. Earl of Oxford and Asquith (1916–2011), britischer Diplomat und Kolonialverwalter
- Asquith, Lincoln (* 1964), britischer Leichtathlet
- Asquith, Margot (1864–1945), britische Schriftstellerin und Gattin des britischen Premierministers Herbert Henry Asquith
- Asquith, Raymond (1878–1916), britischer Rechtsanwalt
- Asquith, Raymond, 3. Earl of Oxford and Asquith (* 1952), britischer Diplomat und Politiker